# Joachim Starbatty

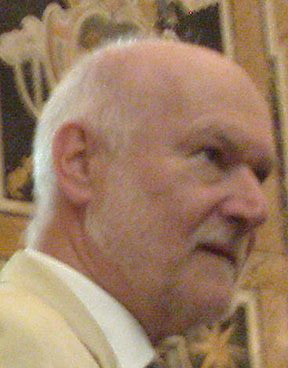
Joachim Starbatty

Joachim Starbatty (Düsseldorf, 9 mei 1940) is een Duitse professor in de algemene economie aan de Universiteit van Tübingen, die op dit moment met emeritaat is.
Starbatty is samen met Wilhelm Hankel, Wilhelm Nölling, Karl Albrecht Schachtschneider en Dieter Spethmann bij het Bundesverfassungsgericht in Karlsruhe in beroep gegaan tegen het miljardenkrediet voor Griekenland. Naar hun mening is dit krediet in strijd met het EU-recht en de Duitse grondwet. Het spoedverzoek werd afgewezen. De kort daarna geëffectueerde 123-miljard toezegging van de federale Duitse regering overheid was ten tijde van de afwijzing nog niet bekend.
In mei 2014 werd Starbatty in het Europees Parlement verkozen voor de partij Alternative für Deutschland.

## Voetnoten
1. ↑  (de)  „Dieser Mann will die Griechenland-Hilfe stoppen“, Tagesanzeiger, 4 mei 2010
2. ↑  (de)  Rüdiger Jungbluth: Der neue Teuro. In: Die Zeit 20/2010 vom 12 mei 2010, pag. 25
3. ↑  http://bundeswahlleiter.de/de/europawahlen : verkozen personen

- Bibliothèque nationale de France: cb128499756 (data)
- CiNii: DA02445303
- Gemeinsame Normdatei: 106980386
- International Standard Name Identifier: 0000 0001 0956 1216
- Library of Congress Control Number: n83135385
- Nationale Bibliotheek van Tsjechië: vse2014802842
- Nationale Bibliotheek van Polen: a0000001603693
- Nederlandse Thesaurus van Auteursnamen: 071821538
- Système universitaire de documentation: 071032541
- Virtual International Authority File: 14899789
- WorldCat: E39PBJjmQwfTgdrXtBxJW7kkXd